# Pangnirtung
Pangnirtung (eller Pang, Pangniqtuuq, inuktitut: ᐸᖕᓂᖅᑑᖅ ) er en Inuitbebyggelse i det canadiske territori Nunavut. År 2011 havde byen 1.425 indbyggere, på en et areal af 7,54 km². Pangnirtung ligger på Baffin Island ved Pangnirtung Fjord, en dyp vig som munder ud i Cumberland Sound. Ca. 9 % av Baffin Islands ⋅ befolkning bor i Pangnirtung. Byen har en flyveplads, Pangnirtung Airport, (IATA-kod YXP – ICAO-kod CYXP).

## Eksterne kilder og henvisninger
- Wikimedia Commons har flere filer relateret til Pangnirtung
- Byens websted

66°08′52″N 65°41′58″V / 66.1478°N 65.6994°V